# المفاهيم الأربعة (الصين)
المفاهيم الأربعة ، أو الاستراتيجية الشاملة ذات المحاور الأربعة  وهي قائمة بالأهداف السياسية للصين، قدمها Xi Jinping ، الأمين العام للحزب الشيوعي الصيني في عام 2014. هم انهم:
1. بناء مجتمع رغيد الحياة بشكل شامل
2. تعميق الإصلاح بشكل شامل
3. حكم الأمة بشكل شامل وفق القانون
4. تحكم الحزب بصرامة وقوة.[2]

يجادل بعض الباحثين بأن هناك عبارات متشابهة أو متشابهة جدًا لـ «المفاهيم الأربعة» في نظرية دنغ شياو بينغ.
بناء مجتمع رغيد الحياة بشكل شامل (مجتمع Xiaokang)
يعود مصطلح «مجتمع مزدهر باعتدال» إلى عام 1979 ، عندما قال الزعيم الصيني دنغ شياو بينغ لرئيس الوزراء الياباني الزائر ماسايوشي أوهيرا أن «مجتمع شياوكانغ كان هدف التحديث الصيني».
عام 1997، تم اعتماد مصطلح «بناء مجتمع رغيد الحياة بشكل معتدل» رسميًا في تقرير الأمين العام جيانغ زيمين إلى المؤتمر الوطني الخامس عشر للحزب الشيوعي الصيني. عام 2002 ، تم تغيير المصطلح إلى «بناء شامل لمجتمع رغيد الحياة» في التقرير المقدم إلى المؤتمر الوطني السادس عشر للحزب الشيوعي الصيني. عام 2012 ، تم تقديم «استكمال بناء مجتمع مزدهر باعتدال من جميع النواحي» لأول مرة في تقرير هو جينتاو إلى المؤتمر الوطني الثامن عشر للحزب الشيوعي الصيني.

## التسلسل الزمني
تم تطوير المفاهيم الأربعة الشاملة بشكل تدريجي خلال السنوات الأولى من فترة ولاية شي: 
- نوفمبر 2012: «بناء مجتمع رغيد الحياة بشكل شامل» تم طرحه في مؤتمر الحزب الثامن عشر
- نوفمبر 2013: طرح «تعميق الإصلاح الشامل» في الجلسة المكتملة الثالثة للجنة المركزية
- أكتوبر 2014: «تحكم بشكل صارم للحزب» تم طرحه في الاجتماع الموجز لحملة الخط الجماهيري
- أكتوبر 2014: طرح موضوع «حكم الأمة بشكل شامل وفقًا للقانون» خلال الجلسة الكاملة الرابعة للجنة المركزية
- نوفمبر 2014: «ثلاثة مفاهيم» (غائبة عن بند حكم الحزب) صيغت كحزمة إستراتيجية خلال جولة شي في مقاطعة فوجيان
- ديسمبر 2014: تم تعديل «ثلاثة عناصر شاملة» إلى «أربعة عناصر شاملة» خلال جولة شي بمقاطعة جيانغسو
- فبراير 2015: كشف النقاب عن أربعة مفاهيم رسمية للحزب والاستراتيجية الوطنية قبل ليان غوا والدورات السنوية للمجلس الوطني لنواب الشعب الصيني والمؤتمر الاستشاري السياسي للشعب الصيني